# 稲生町 (名古屋市)
稲生町（いのうちょう）は、愛知県名古屋市西区の地名。現行行政地名は稲生町字杁先と稲生町1丁目から稲生町7丁目。住居表示未実施。

## 地理
名古屋市西区東部に位置する。東は桝形町、西は庄内通・名塚町、南は江向町、北は北区福徳町に接する。西から順に1丁目～7丁目があり、字杁先が北側に所在する。

### 河川
- 矢田川
- 庄内川

## 歴史

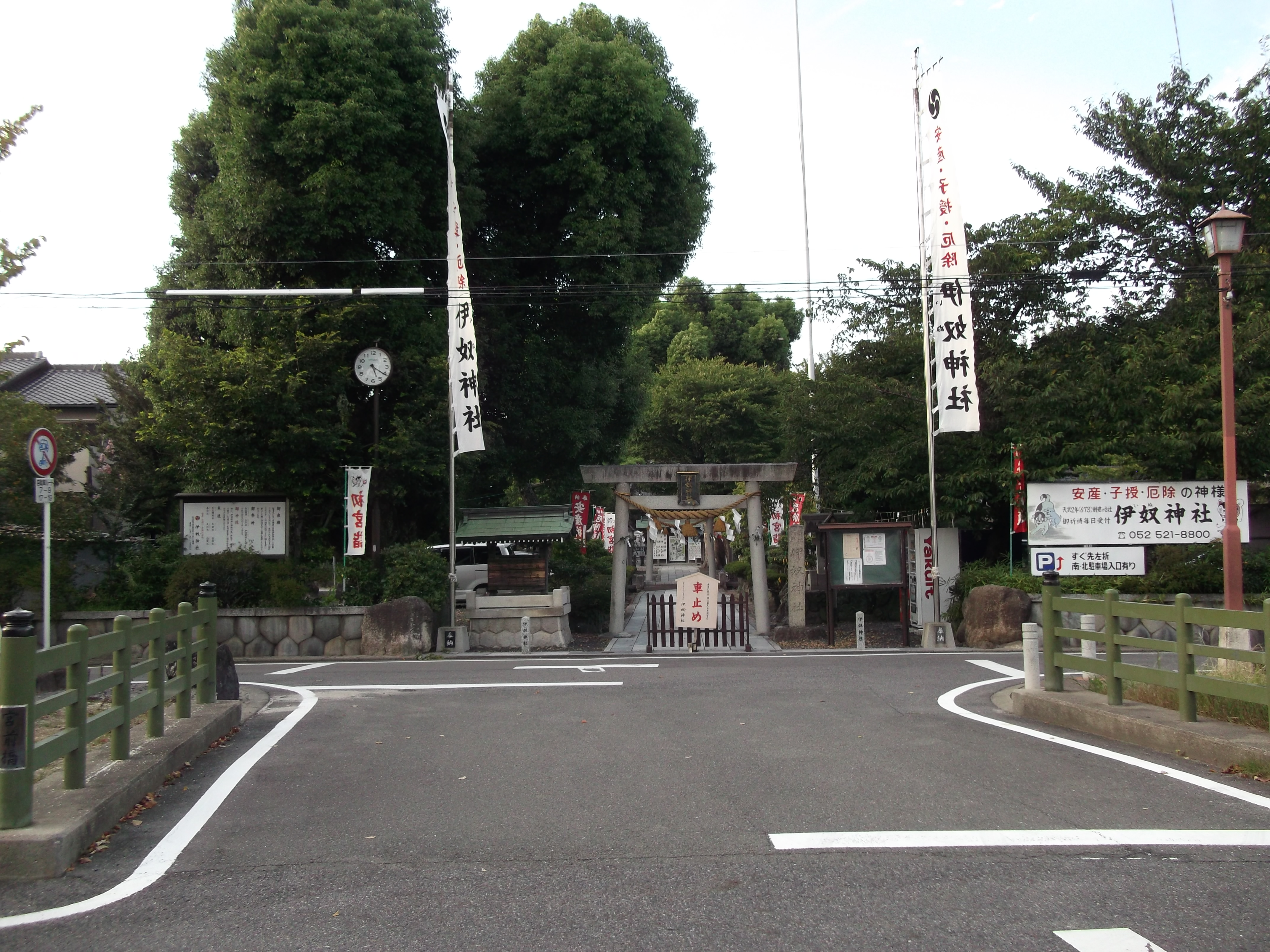
伊奴神社（2013年8月撮影）

### 町名の由来
西春日井郡稲生村の名に由来する。稲生の由来には数説ある。藺沼（いぬま）から転じた説、白鳳時代に当地において稲の栽培を始めた頃伊奴神社を氏神として勧請したため稲生と表記した説、伊奴の表記が犬に通じることを避けるため表記を稲生に改めた説である。

### 沿革
- 南北朝時代～戦国時代 - 尾張国山田郡（統合後は春日部郡）内に所在する稲生郷として史料上に登場する[2]。
- 江戸時代 - 尾張国春日井郡内の尾張藩領大代官所支配の稲生村として所在[2]。
- 1880年（明治13年） - 所属していた春日井郡の分割に伴い、西春日井郡に所属[2]。
- 1889年（明治22年）10月1日 - 庄内村に編入され、同村大字稲生となる[3]。
- 1926年（大正15年）4月1日 - 町制施行に伴い、庄内町大字稲生となる[3]。
- 1937年（昭和12年）3月1日 - 合併に伴い名古屋市西区稲生町となる[3]。
- 1942年（昭和17年）2月1日 - 一部が庄内通・桝形町・江向町・又穂町・香呑町・天塚町[3]および中丸町・光音寺町[4]にそれぞれ編入される。
- 1945年（昭和20年）1月1日 - 一部が光音寺町に編入される[4]。
- 1949年（昭和24年）2月1日 - 一部が庄内通に編入される[3]。
- 1954年（昭和29年）5月1日 - 一部が城北町および貝田町にそれぞれ編入される[5]。
- 1956年（昭和31年）7月13日 - 一部が光音寺町に編入される[4]。

## 世帯数と人口
2019年（平成31年）2月1日現在の世帯数と人口は以下の通りである。
| 町丁   | 世帯数    | 人口    |
| ------ | --------- | ------- |
| 稲生町 | 1,369世帯 | 3,248人 |

### 人口の変遷
国勢調査による人口の推移
| 2000年（平成12年） | 2,751人 | [ WEB 6 ] |  |
| 2005年（平成17年） | 2,480人 | [ WEB 7 ] |  |
| 2010年（平成22年） | 3,111人 | [ WEB 8 ] |  |
| 2015年（平成27年） | 3,320人 | [ WEB 9 ] |  |

## 学区
市立小・中学校に通う場合、学校等は以下の通りとなる。また、公立高等学校に通う場合の学区は以下の通りとなる。なお、小・中学校は学校選択制度を導入しておらず、番毎で各学校に指定されている。
| 小学校               | 中学校               | 高等学校 |
| -------------------- | -------------------- | -------- |
| 名古屋市立稲生小学校 | 名古屋市立名塚中学校 | 尾張学区 |

## 交通

### バス
名古屋市営バス（名古屋市交通局）
- 城北つばさ高校停留所[WEB 12]
  - ウのりば - ■栄13号系統（栄行）
- 稲生町停留所[WEB 13]
  - アのりば - ■栄13号系統（安井町西行）
  - イのりば - ■栄13号系統（栄行）

### 道路
- 愛知県道63号名古屋江南線（通称：名草線）
- 愛知県道202号守山西線

## 施設
- 福徳郵政宿舎
- 名古屋市営稲生荘
- 稲生公園
- 庄内橋自動車学校

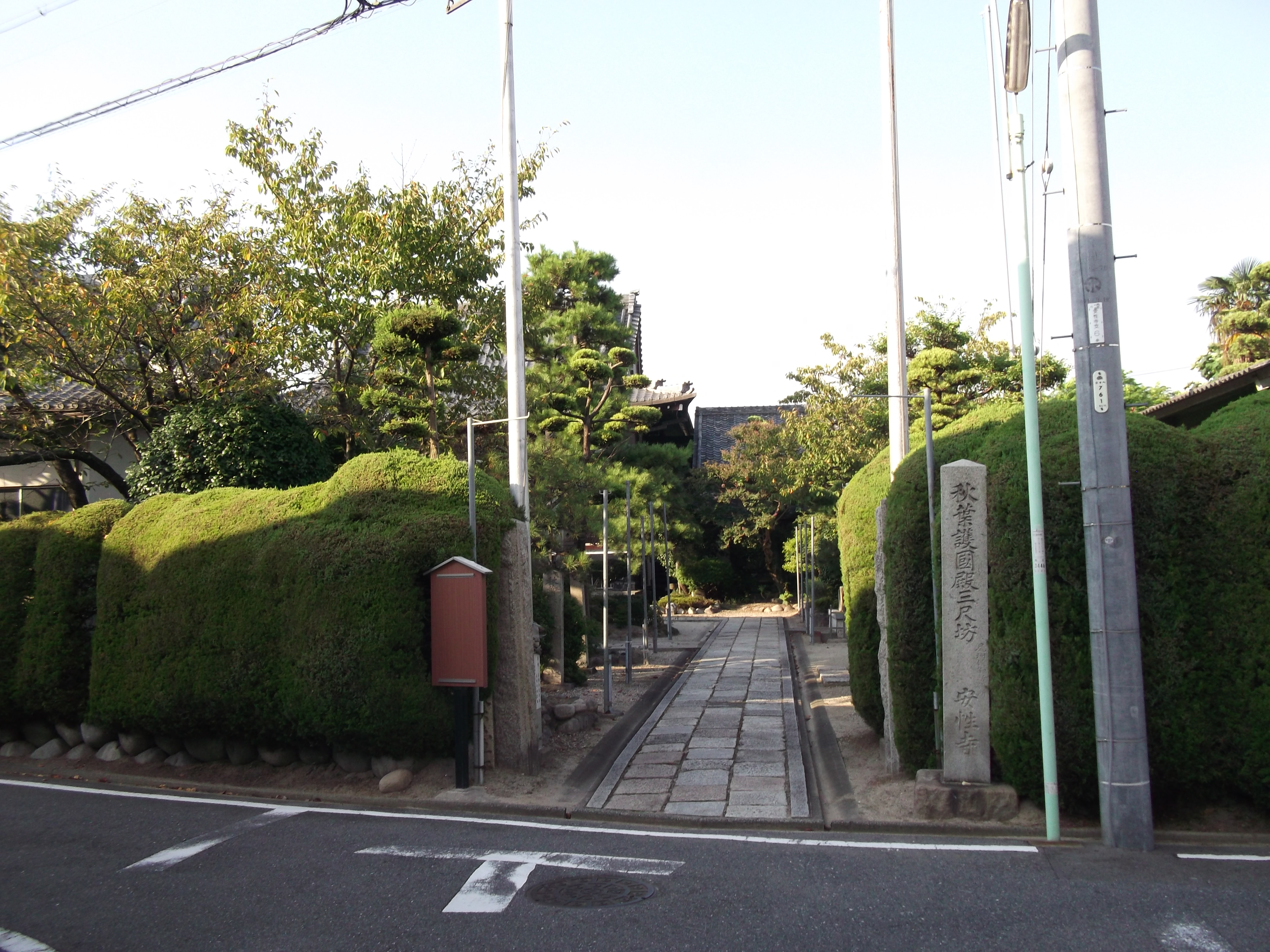
安性寺
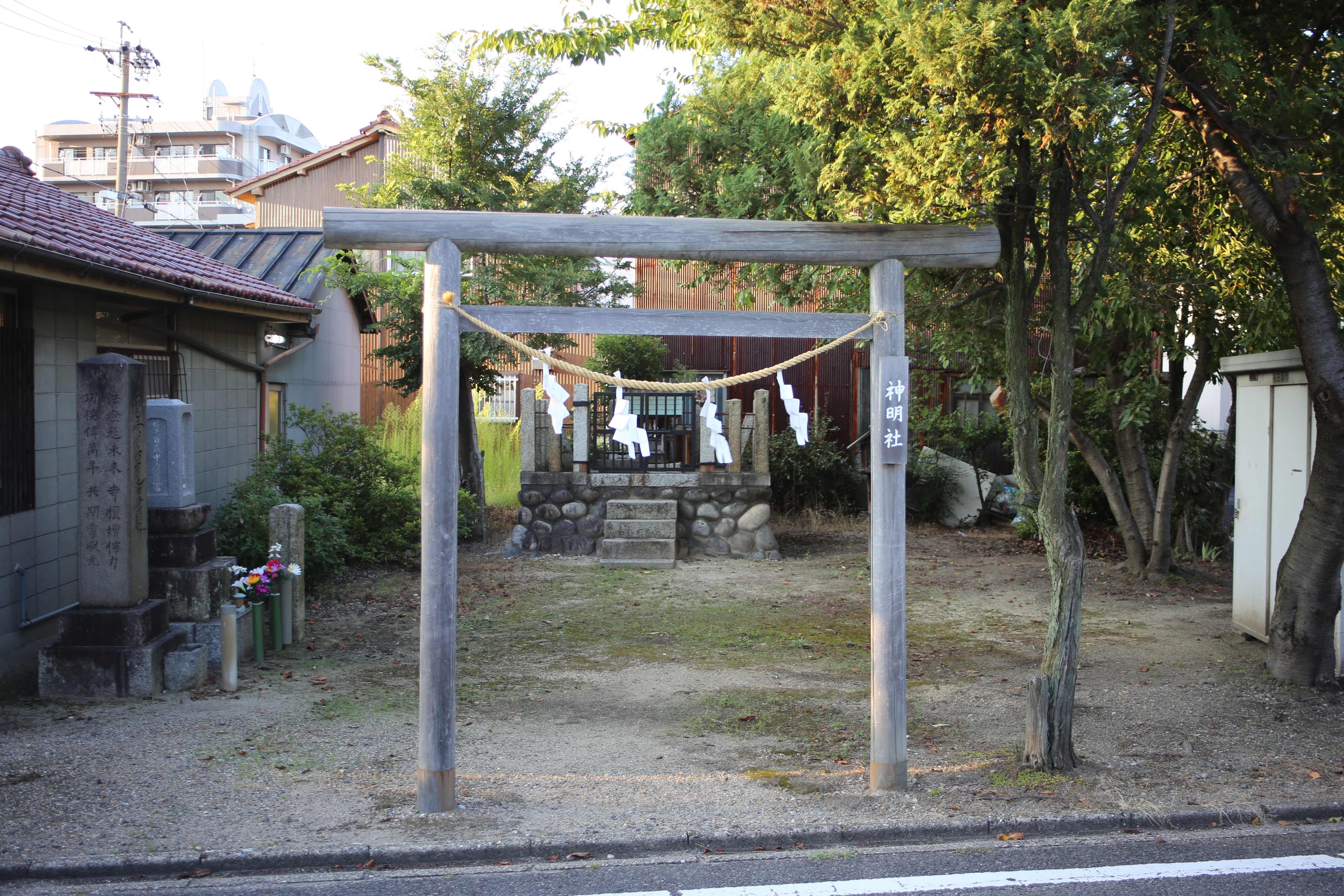
稲生神明社
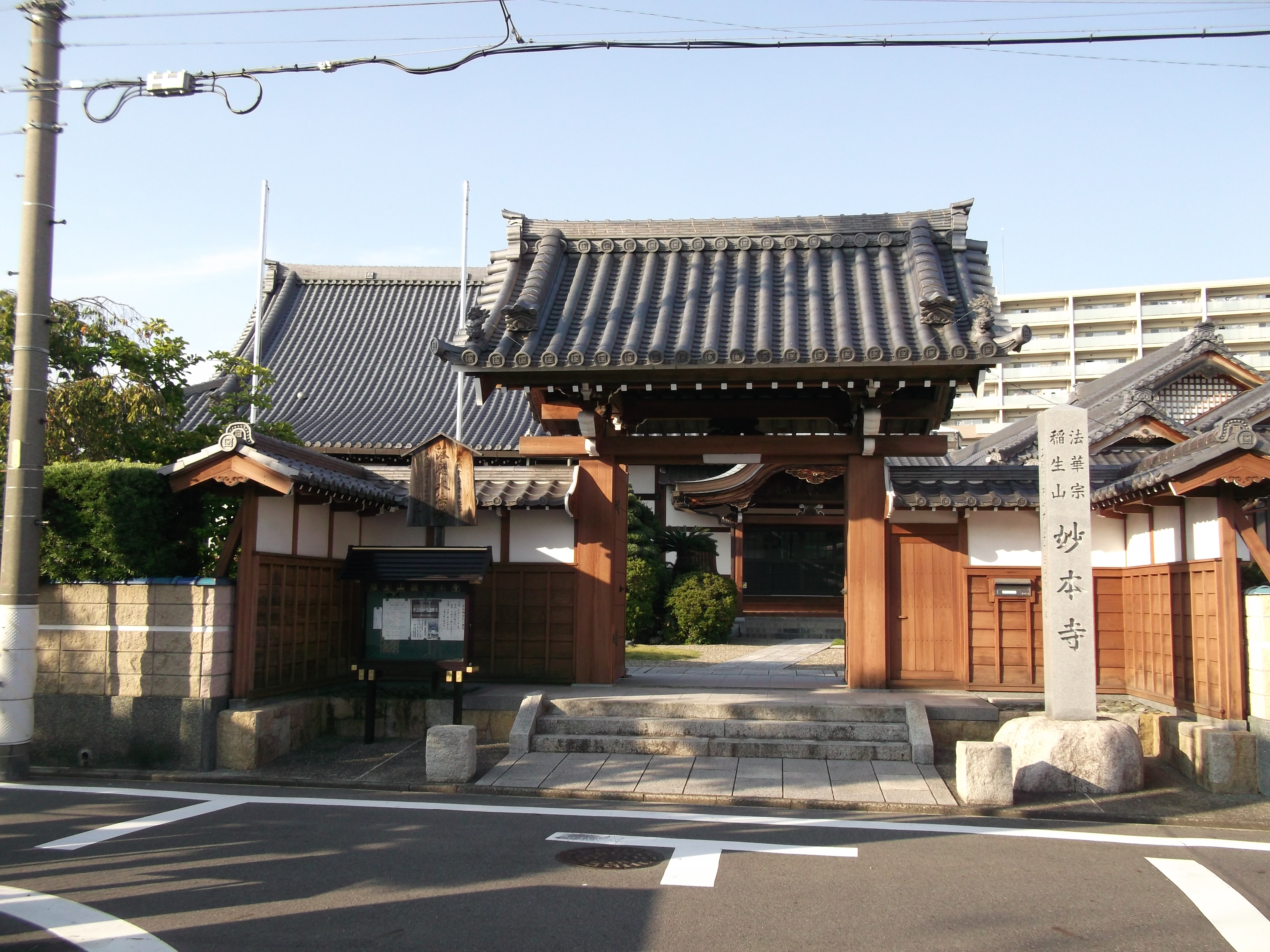
妙本寺
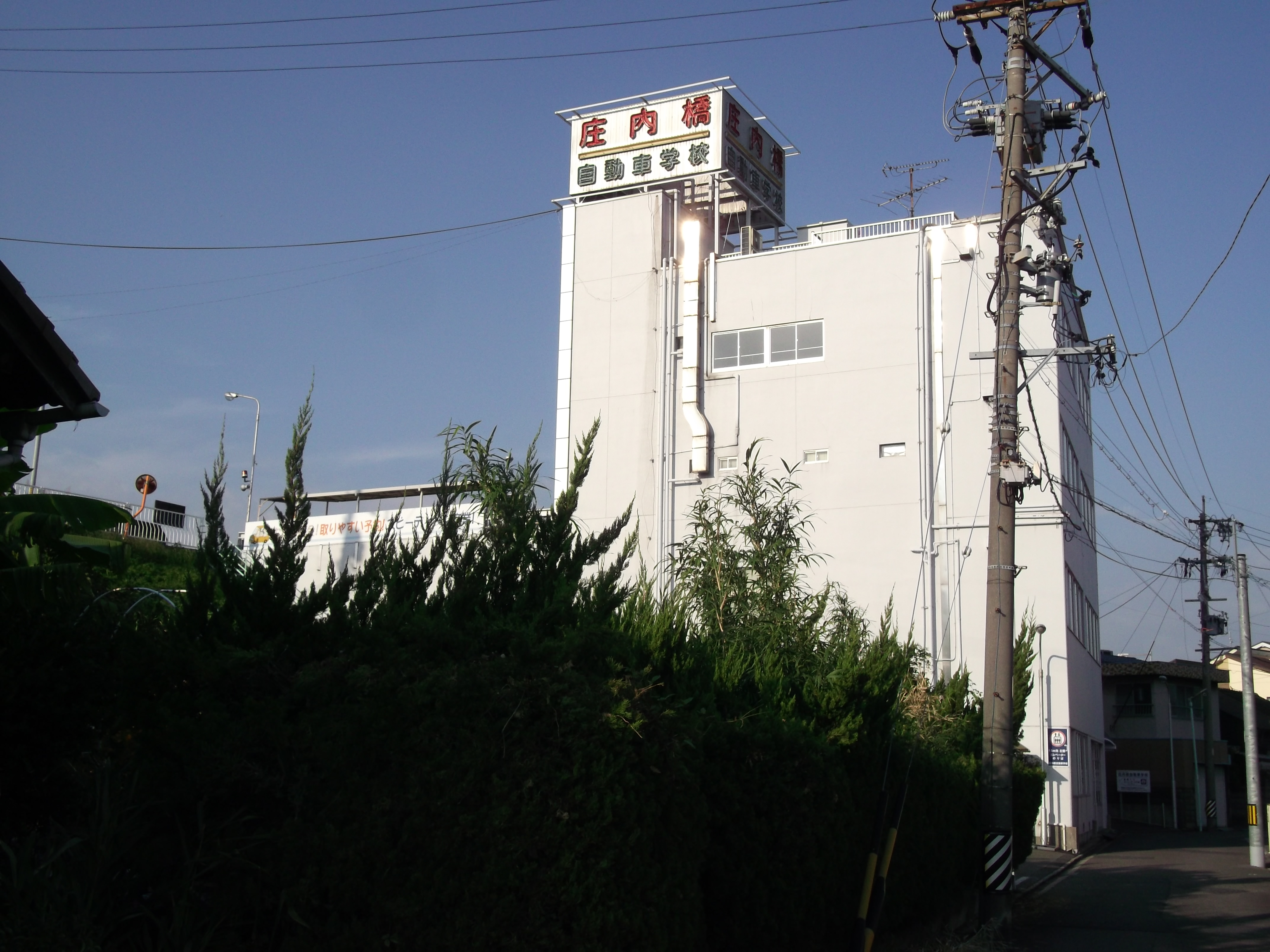
庄内橋自動車学校

- 伊奴神社
- 天理教名古屋志賀布教所

- 安性寺
- 稲生神明社
- 妙本寺
- 庄内橋自動車学校

## その他

### 日本郵便
- 郵便番号 : 451-0012[WEB 3]（集配局：名古屋西郵便局[WEB 14]）。

### WEB
1. 1 2  “愛知県名古屋市西区の町丁・字一覧”.   人口統計ラボ. 2017年10月7日閲覧。
2. 1 2  “町・丁目(大字)別、年齢(10歳階級)別公簿人口(全市・区別)”.   名古屋市 (2019年2月20日). 2019年3月10日閲覧。
3. 1 2  “郵便番号”.  日本郵便. 2019年3月10日閲覧。
4. ↑  “市外局番の一覧”.   総務省. 2019年1月6日閲覧。
5. ↑  名古屋市役所市民経済局地域振興部住民課町名表示係 (2015年10月21日). “西区の町名一覧”.   名古屋市. 2017年10月7日閲覧。
6. ↑  名古屋市役所総務局企画部統計課統計係 (2005年7月1日). “（刊行物）名古屋の町(大字)・丁目別人口 (平成12年国勢調査) 西区” (xls). 2017年10月8日閲覧。
7. ↑  名古屋市役所総務局企画部統計課統計係 (2007年6月29日). “平成17年国勢調査　名古屋の町(大字)別・年齢別人口 西区” (xls). 2017年10月8日閲覧。
8. ↑  名古屋市役所総務局企画部統計課統計係 (2012年6月29日). “平成22年国勢調査　名古屋の町(大字)別・年齢別人口 西区” (xls). 2017年10月8日閲覧。
9. ↑  名古屋市役所総務局企画部統計課統計係 (2017年7月7日). “平成27年国勢調査　名古屋の町(大字)別・年齢別人口” (xls). 2017年10月8日閲覧。
10. ↑  “市立小・中学校の通学区域一覧”.   名古屋市 (2018年11月10日). 2019年1月14日閲覧。
11. ↑  “平成29年度以降の愛知県公立高等学校（全日制課程）入学者選抜における通学区域並びに群及びグループ分け案について”.   愛知県教育委員会 (2015年2月16日). 2019年1月14日閲覧。
12. ↑  名古屋市交通局. “なごや地図ナビ 城北つばさ高校”. 2014年2月17日閲覧。
13. ↑  名古屋市交通局. “なごや地図ナビ 稲生町”. 2014年2月17日閲覧。
14. ↑  郵便番号簿 平成29年度版 - 日本郵便. 2019年03月10日閲覧 (PDF)

### 文献
1. 1 2  「角川日本地名大辞典」編纂委員会 1989, p. 1505.
2. 1 2 3 4  「角川日本地名大辞典」編纂委員会 1989, p. 180.
3. 1 2 3 4 5  名古屋市計画局 1992, p. 762.
4. 1 2 3  名古屋市計画局 1992, p. 750.
5. ↑  名古屋市計画局 1992, p. 761.